# سليمان سيسيه
سليمان سيسيه (بالفرنسية: Souleymane Cissé)‏ هو منتج أفلام وكاتب سيناريو ومخرج مالي، ولد في 21 أبريل 1940 في باماكو في مالي.

## أعماله
- 1975: البنت الصغيرة
- 1978: بعرا
- 1982: الريح
- 1987: يلين
- 1995: واتي
- 2009: قل لي من أنت

## وصلات خارجية
- سليمان سيسيه على موقع IMDb (الإنجليزية)
- سليمان سيسيه على موقع ألو سيني (الفرنسية)
- سليمان سيسيه على موقع أول موفي (الإنجليزية)
- سليمان سيسيه على موقع قاعدة بيانات الأفلام السويدية (السويدية)
- سليمان سيسيه على موقع قاعدة بيانات الفيلم (الإنجليزية)
- سليمان سيسيه على موقع كينوبويسك (الروسية)